# ايرانشاه (مقاطعة دلفان)
ايرانشاه (بالفارسية: ایرانشاه) هي قرية تقع في لرستان في إيران. يقدر عدد سكانها بـ 30 نسمة بحسب إحصاء 2016.